# Philipp Müller
Philipp Müller (Herzberg, 11 de fevereiro de 1585 — Leipzig, 26 de março de 1659) foi um físico, matemático e médico alemão.

## Obras selecionadas
- Arithmetices et Geometriae eclogae ex operibus Aristelis. Leipzig 1625
- Tyrocinium chymicum.
- Miracula chymica et mysteria medica.
- Problema de aequailitate et inaequalitate dirum artisicialium.
- Horologia, seu de quatuor anni temporibus. Leipzig 1626
- Epistola de usu musculorum.
- Hypotyposis cometae 1618 visi, una cum brevi repetione doctrinae cometicae. Leipzig 1619
- De Comitiis secularibus Politiae coelestis, s. de conjunctionibus magnis superiorum planetarum. Leipzig 1624
- De natura temperamentorum et concoctionis. Leipzig 1631
- Dissertatio ex circulo mathematico ... Leipzig 1624
- De plantis in genre. Leipzig 1607
- De fimilarium generatione, concretione et dissolutione. Leipzig 1615
- Analysis cap. Ult. In lib. 2 et cap. I in lib. 2 meteor. Aristotelis de tonitru, fulgure et fulmine. Leipzig 1648